# Бернт-Стор-Марина
Бернт-Стор-Марина (англ. Burnt Store Marina) — статистически обособленная местность, расположенная в округе Ли (штат Флорида, США) с населением в 1271 человек по статистическим данным переписи 2000 года.

## География
По данным Бюро переписи населения США, Бернт-Стор-Марина имеет общую площадь в 3,63 квадратных километров, из которых 3,11 кв. километров занимает земля и 0,52 кв. километров — вода. Площадь водных ресурсов округа составляет 14,33 % от всей его площади.
Бернт-Стор-Марина расположена на высоте 2 м над уровнем моря.

## Демография
По данным переписи населения 2000 года, в Бернт-Стор-Марине проживало 1271 человек, 534 семьи, насчитывалось 672 домашних хозяйств и 1176 жилых домов. Средняя плотность населения составляла около 350,14 человек на один квадратный километр. Расовый состав населённого пункта распределился следующим образом: 98,51 % белых, 0,94 % — чёрных или афроамериканцев, 0,08 % — коренных американцев, 0,16 % — азиатов, 0,31 % — представителей смешанных рас, Испаноговорящие составили 0,94 % от всех жителей статистически обособленной местоси.
Из 672 домашних хозяйств в 2,1 % воспитывали детей в возрасте до 18 лет, 78,3 % представляли собой совместно проживающие супружеские пары, в 0,7 % семей женщины проживали без мужей, 20,4 % не имели семей. 17,9 % от общего числа семей на момент переписи жили самостоятельно, при этом 11,3 % составили одинокие пожилые люди в возрасте 65 лет и старше. Средний размер домашнего хозяйства составил 1,89 человек, а средний размер семьи — 2,09 человек.
Население статистически обособленной местности по возрастному диапазону по данным переписи 2000 года распределилось следующим образом: 1,9 % — жители младше 18 лет, 0,6 % — между 18 и 24 годами, 4,2 % — от 25 до 44 лет, 51,5 % — от 45 до 64 лет и 41,8 % — в возрасте 65 лет и старше. Средний возраст жителей составил 63 года. На каждые 100 женщин в Бернт-Стор-Марине приходилось 97,7 мужчин, при этом на каждые сто женщин 18 лет и старше приходилось 97,6 мужчин также старше 18 лет.
Средний доход на одно домашнее хозяйство статистически обособленной местности составил 61 786 долларов США, а средний доход на одну семью — 68 542 доллара. При этом мужчины имели средний доход в 31 750 долларов США в год против 17 163 доллара среднегодового дохода у женщин. Доход на душу населения статистически обособленной местности составил 61 786 долларов в год. 3,4 % от всего числа семей в населённом пункте и 3,6 % от всей численности населения находилось на момент переписи населения за чертой бедности, при том все жители младше 18 и старше 65 лет имели совокупный доход, превышающий прожиточный минимум.